# Senantes (Eure-et-Loir)
Senantes ist eine französische Gemeinde mit 537 Einwohnern (Stand: 1. Januar 2022) im Département Eure-et-Loir in der Region Centre-Val de Loire; sie gehört zum Arrondissement Dreux und zum Kanton Épernon.
Zur Gemeinde gehören neben dem Ort Senantes auch die Ortschaften Dancourt, Chenicourt und Le Coudray.

## Geographie

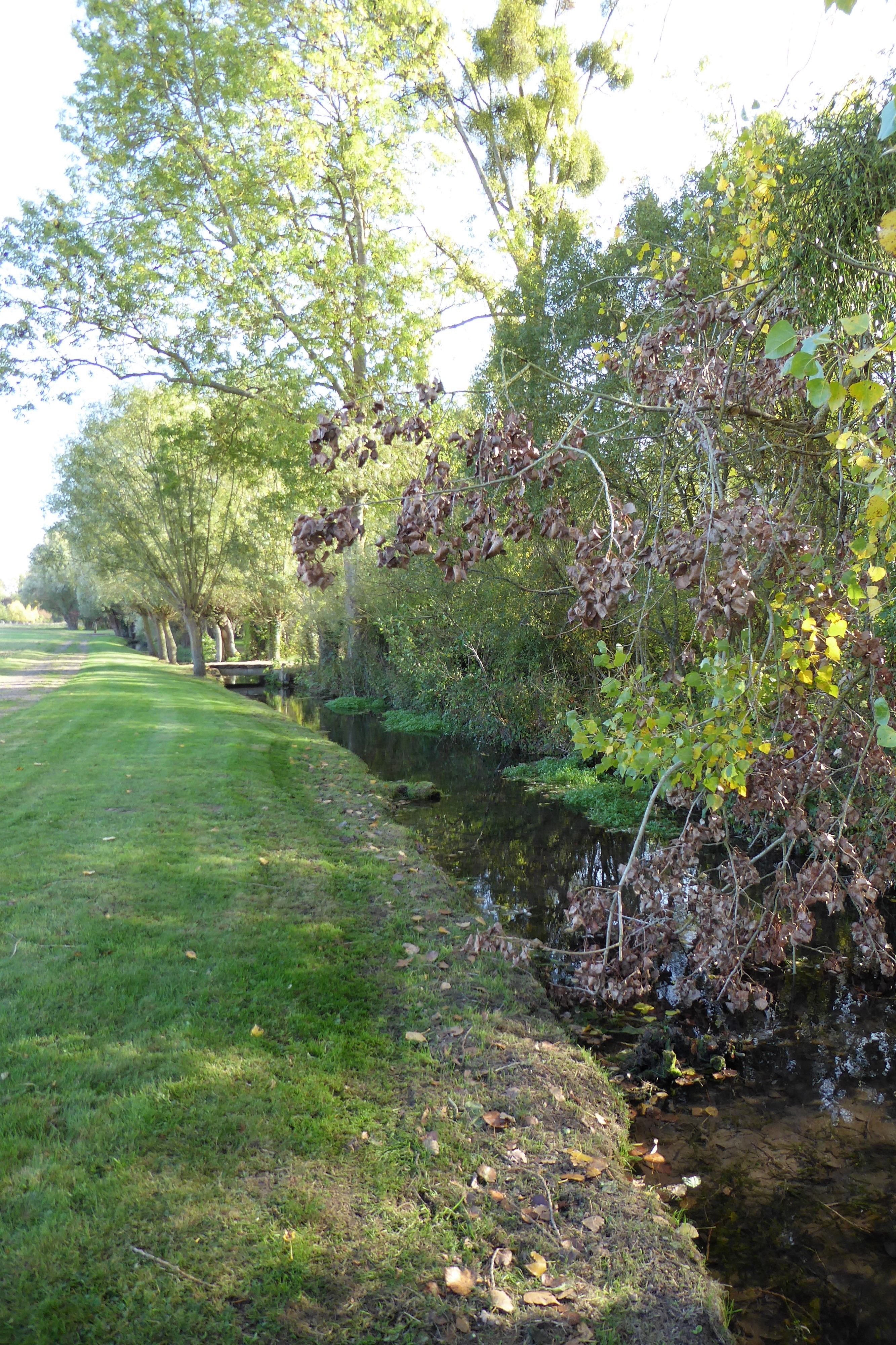
Die Maltorne bei Senantes

Senantes liegt etwa 22 Kilometer nordnordwestlich von Chartres am Flüsschen Maltorne. Umgeben wird Senantes von den Nachbargemeinden Faverolles im Norden, Mittainville im Osten, Saint-Lucien im Südosten, Villiers-le-Morhier im Süden sowie Coulombs im Südwesten und Westen.

## Bevölkerungsentwicklung
| Jahr                       | 1962 | 1968 | 1975 | 1982 | 1990 | 1999 | 2006 | 2020 |
| Einwohner                  | 205  | 203  | 243  | 409  | 434  | 524  | 630  | 558  |
| Quellen: Cassini und INSEE |      |      |      |      |      |      |      |      |

## Sehenswürdigkeiten
- Kirche Saint-Pierre aus dem 11. Jahrhundert

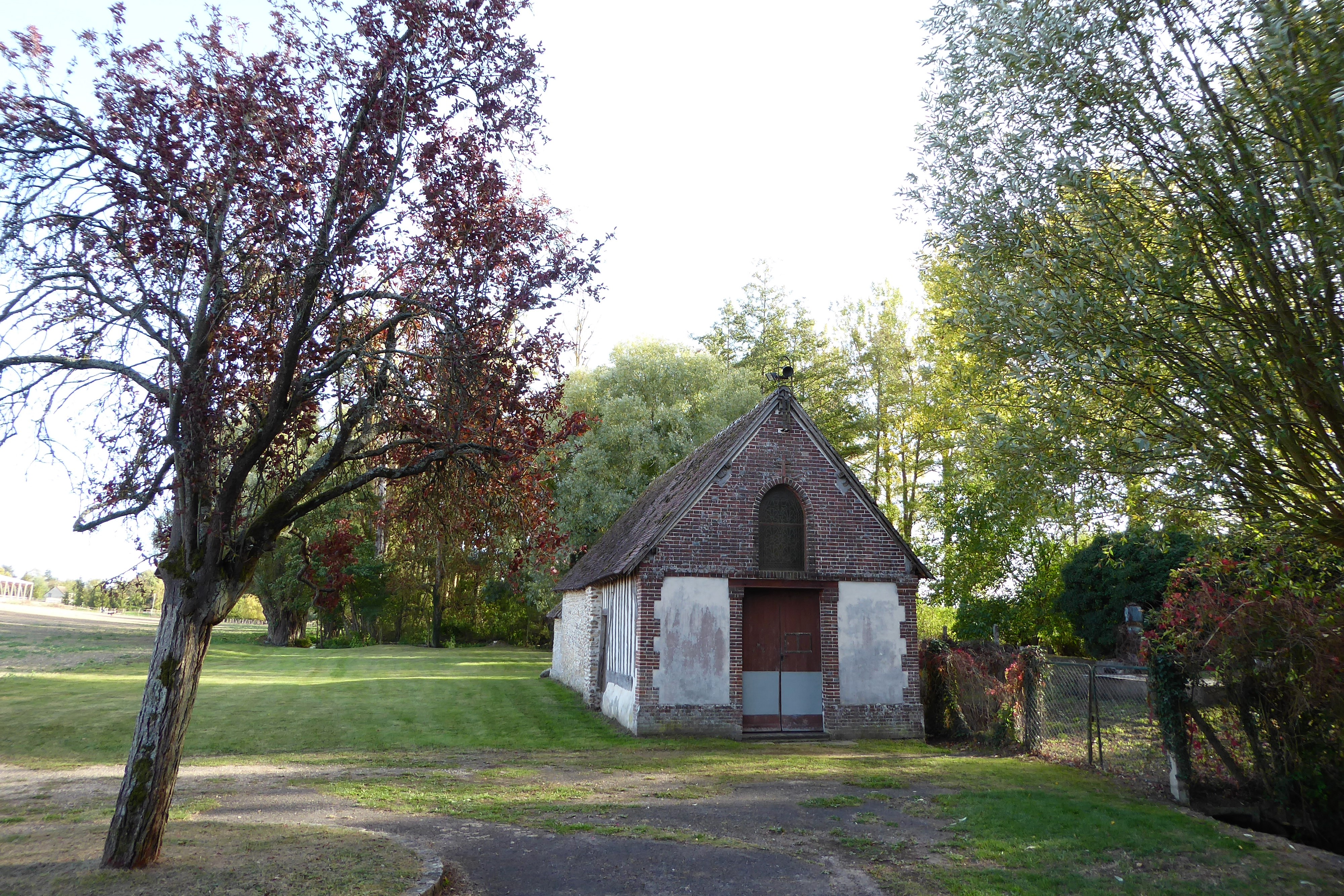
Kapelle Sainte-Geneviève

- Kapelle Sainte-Geneviève